# Хај Бриџ (Њу Џерзи)
Хај Бриџ (енгл. High Bridge) град је у америчкој савезној држави Њу Џерзи.

## Демографија
По попису из 2010. године број становника је 3.648, што је 128 (-3,4%) становника мање него 2000. године.
| Група             | 2000.         | 2010.         |
| Белци             | 3.579 (94,8%) | 3.227 (88,5%) |
| Афроамериканци    | 30 (0,8%)     | 48 (1,3%)     |
| Азијати           | 54 (1,4%)     | 116 (3,2%)    |
| Хиспаноамериканци | 80 (2,1%)     | 219 (6,0%)    |
| Укупно            | 3.776         | 3.648         |